# William Dobell
Sir William Dobel (Cooks Hills, 24 settembre 1899 – Lake Macquarie, 13 maggio 1970) è stato uno scultore e pittore australiano.
La divisione elettorale di Dobell, nel Nuovo Galles del Sud, prende il nome da lui.

## Premi vinti
Archibald Prize nel 1943, 1948 e 1959. Wynne prize nel 1948.